# Conrad (Iowa)
Conrad és una població dels Estats Units a l'estat d'Iowa. Segons el cens del 2000 tenia 1.055 habitants.

## Demografia
Segons el cens del 2000, Conrad tenia 1.055 habitants, 439 habitatges, i 292 famílies. La densitat de població era de 336,6 habitants per km².
Dels 439 habitatges en un 28,9% hi vivien nens de menys de 18 anys, en un 57,9% hi vivien parelles casades, en un 5,7% dones solteres, i en un 33,3% no eren unitats familiars. En el 31,4% dels habitatges hi vivien persones soles el 19,1% de les quals corresponia a persones de 65 anys o més que vivien soles. El nombre mitjà de persones vivint en cada habitatge era de 2,32 i el nombre mitjà de persones que vivien en cada família era de 2,91.
Per edats la població es repartia de la següent manera: un 25,4% tenia menys de 18 anys, un 5,8% entre 18 i 24, un 22,7% entre 25 i 44, un 24,2% de 45 a 60 i un 21,9% 65 anys o més.
L'edat mediana era de 43 anys. Per cada 100 dones de 18 o més anys hi havia 80,1 homes.
La renda mediana per habitatge era de 42.396 $ i la renda mediana per família de 52.574 $. Els homes tenien una renda mediana de 34.083 $ mentre que les dones 25.655 $. La renda per capita de la població era de 21.220 $. Entorn del 3,6% de les famílies i el 3,8% de la població estaven per davall del llindar de pobresa.

## Poblacions més properes
El següent diagrama mostra les poblacions més properes.